# Victor Eriksson
Pour les articles homonymes, voir Eriksson.
Victor Eriksson, né le 17 septembre 2000 en Suède, est un footballeur international suédois qui évolue au poste de défenseur central au Minnesota United.

## Biographie

### En club
Né en Suède, Victor Eriksson commence le football au Värnamo Södra FF, avant de rejoindre l'IFK Värnamo. Il découvre avec ce club la troisième division suédoise, jouant son premier match dans cette compétition le 8 juin 2019 contre l'Eskilsminne IF (en). Il est titularisé lors de cette rencontre remportée par son équipe sur le score de deux buts à un. Le 6 octobre 2019, Eriksson inscrit son premier but, à l'occasion d'un match de championnat contre le Lunds BK. Titularisé ce jour-là, il ouvre le score de la tête sur un service de Freddy Winsth, et son équipe s'impose par trois buts à un.
Eriksson contribue à la promotion du club dans la Superettan, la deuxième division suédoise, l'IFK Värnamo étant sacré champion d'Ettan Södra à l'issue de la saison 2020. 
Il joue son premier match de deuxième division le 10 mai 2021, lors de la cinquième journée de la saison 2021, contre le GAIS. Il est titularisé et son équipe s'impose par un but à zéro.
Il participe à la montée historique de l'IFK Värnamo, qui accède pour la première fois à la première division en étant sacré champion de Superettan lors de la saison 2021,.
En fin de contrat à la fin de l'année 2023, Victor Eriksson rejoint librement le Minnesota United, avec lequel il s'engage le 25 janvier 2024. Il signe un contrat courant jusqu'en décembre 2026, avec une année supplémentaire en option.

### En sélection
Victor Eriksson honore sa première sélection avec l'équipe nationale de Suède le 9 janvier 2023 contre la Finlande. Il est titularisé et son équipe l'emporte par deux buts à zéro,,.

## Palmarès
IFK Värnamo
- Superettan (1) :
  - Champion : 2021.